# 1992年梅竹賽
民國81年（1992年）壬申梅竹賽為第二十四屆國立清華大學與國立交通大學之間的梅竹賽，於該年3月6日至3月8日舉行。本屆賽事由國立清華大學主辦，國立交通大學協辦。賽事結果，兩校以5比5平手。
本屆梅竹賽共有11項正式賽，棒球項目因雨延賽。比完棒球以外10個項目，兩方以以5比5平手，延賽後的棒球項目當日仍下雨，因此取消賽事，本屆梅竹賽以5比5平手作收。

## 賽事結果

### 正式賽
| 項目   | 比賽日期     | 勝隊 | 備註           |
| ------ | ------------ | ---- | -------------- |
| 桌球   | 1992年3月6日 | 交大 |                |
| 羽球   | 1992年3月6日 | 清大 |                |
| 橋藝   | 1992年3月7日 | 清大 |                |
| 棋藝   | 1992年3月7日 | 交大 |                |
| 網球   | 1992年3月7日 | 清大 |                |
| 女籃   | 1992年3月7日 | 交大 |                |
| 男籃   | 1992年3月7日 | 交大 |                |
| 足球   | 1992年3月8日 | 清大 |                |
| 男排   | 1992年3月8日 | 交大 |                |
| 女排   | 1992年3月8日 | 清大 |                |
| 棒球   |              |      | 停賽           |
| 總錦標 |              |      | 兩校以5：5平手 |